# Zonata
Zonata — шведская пауэр-метал-группа, образованная в 1998 году и прекратившая свою деятельность в апреле 2003 года. За период своего существования коллектив выпустил одну демозапись, три полноформатных альбома (все изданы Century Media Records), а также уже после своего распада один сборник.

## История
Музыкальный коллектив Zonata был образован в 1998 году. В этом же году было записано пятипесенное демо Copenhagen Tapes, позволившее обратить на группу внимание лейбла Century Media. Спустя год на лейбле вышел дебютный альбом Tunes of Steel, продюсирование которого занимался Энди Классен. В 2000 году из группы ушёл гитарист Хенрик Карлссон. Таким образом в формате квартета группа записала второй альбом Reality. Обложку для альбома сделал известный художник — Дерек Риггс, ранее работавший с Iron Maiden и Gamma Ray, продюсирование занимался Саша Паэт. В 2001 году на смену ранее ушедшему гитаристу приходит Никлас Карлссон. В 2002 году выходит последний альбом группы под названием Buried Alive: в январе 2003 года из группы уходят Юханнес и Юн Нюберги, затем гитарист Никлас Карлссон, в апреле 2003 года официально объявляется о распаде группы.

## Состав

### Настоящий состав
- Юханнес Нюберг (Johannes Nyberg) — вокал, клавишные
- Юн Нюберг (John Nyberg) — гитара
- Никлас Карлссон (Niclas Karlsson) — гитара
- Маттиас Асплунд (Mattias Asplund) — бас
- Микаэль Хорнквист (Mikael Hornqvist) — ударные

### Бывшие участники
- Хенрик Карлссон (Henrik Carlsson) — гитара (1998—2000)
- Юхан Элвинг — бас (1998—1999)
- Даниэль Дальквист — ударные (1998)

## Дискография
- 1998 — Copenhagen Tapes (демозапись)
- 1999 — Tunes of Steel
- 2001 — Reality
- 2002 — Buried Alive
- 2007 — Exceptions (сборник)